# Jwira-pepesa
Le jwira-pepesa, jwira ou pepesa, est une langue nigéro-congolaise du sous-groupe des tano-central des langues kwa, parlée dans la Région Occidentale du Ghana.